# Anne Young
Pour les articles homonymes, voir Young.
Pas d'image ? Cliquez ici

a Compétitions nationales et continentales officielles uniquement.

b Matchs officiels uniquement.
Dernière mise à jour le 31 mai 2025.
Anne Young, née le 17 mars 2000 à Stevenage (Angleterre), est une joueuse internationale écossaise de rugby à XV évoluant au poste de pilier. Elle joue en Championnat d'Angleterre au Loughborough Lightning.

## Biographie
Anne Young naît le 17 mars 2000 à Stevenage en Angleterre, mais de parents écossais. Elle commence la pratique du rugby à XV à l'âge de dix ans à l'école de rugby de Helensburgh avec sa sœur jumelle Eleanor. Collégienne, elle rejoint le Hillhead Jordanhill RFC, qui dispose d'une importante section féminine. Elle se rend aux entrainements à Glasgow en train après ses cours. Elle n'a joué que deux fois en senior quand elle sélectionnée pour jouer la finale du Championnat d'Écosse en 2018 (victoire 68 à 12 contre les Watsonians).
Elle part étudier l'anthropologie sociale et culturelle à l'université d'Édimbourg, un choix motivé par le fait que sa mère y travaille, et par la qualité du programme de rugby féminin. Elle se fracture la clavicule dès son premier match et ne joue plus de la saison.
À l'été 2019, Anne Young est convoquée en stage avec l'équipe d'Écosse et, à sa grande surprise, sélectionnée pour la tournée en Afrique du Sud.
Elle fait ses débuts internationaux en novembre 2021 contre le Japon, en même temps que Shona Campbell. Elle gagne une deuxième cape durant le Tournoi des Six Nations 2022, face au pays de Galles.
En septembre 2022, Anne Young est sélectionnée pour disputer la Coupe du monde en Nouvelle-Zélande. Après la compétition, elle est mise sous contrat par la Fédération écossaise et signe en Angleterre, aux Sale Sharks. En 2023, Elle à nouveau sélectionnée pour le Six Nations.
En 2023-2024, elle remporte avec l'équipe d'Écosse la première édition du WXV 2,. Elle est également appelée pour le Six Nations mais ne dispute aucune rencontre. À la fin de la saison, elle s'engage avec le Loughborough Lightning.
En début de saison 2024-2025, Anne Young est sélectionnée pour le WXV 2, où elle inscrit un essai face à l'Australie.

## Palmarès

### En club
- Vainqueur du Championnat d'Écosse en 2018.

### En équipe nationale
- Vainqueur du WXV 2 en 2023.